# Vita consecrata (Johannes Paul II.)
Das nachsynodale Apostolische Schreiben Vita consecrata wurde von Papst Johannes Paul II. am 25. März 1996 veröffentlicht.
Neben dem Dekret des Zweiten Vatikanischen Konzils über die zeitgemäße Erneuerung des Ordenslebens Perfectae caritatis von 1965 und den normativen Bestimmungen für das geweihte Leben im Codex des Kanonischen Rechtes von 1983 wird es als ein Grunddokument für das geweihte Leben betrachtet und findet vor allem in den Ordensgemeinschaften große Beachtung.

## Die Bischofssynode
Vita consecrata ist das Ergebnis der IX. Ordentlichen Generalversammlung der Bischofssynode vom 2. bis 29. Oktober 1994 über das geweihte Leben und seine Sendung in Kirche und Welt. Themen dieser Synode waren die Aufgaben von Laien und Priestern. Anhand des Instrumentum laboris (lat.: Arbeitsinstrument), des vor Beginn der Synode anhand der Anregungen der Bischofskonferenzen erarbeiteten Grundlagentextes, wurde intensiv über die verschiedenen Formen des geweihten Lebens beraten. Papst Johannes Paul II. griff die Überlegungen der Synode auf und fasste sie in dem nachsynodalen apostolischen Schreiben Vita consecrata zusammen.
Eine Zukunftsaufgabe für die Kirche ist es demnach, neue äußere Formen, Zeichen und Vermittlungswege zu finden, um das Evangelium den Menschen unserer Zeit nahezubringen. In Vita consecrata betont Papst Johannes Paul II. mit Nachdruck, dass das geweihte Leben keine Randerscheinung in der Kirche sei, sondern „deren Herz und Mitte“ und ein wesentlicher Bestandteil ihres Lebens. Das geweihte Leben habe nicht nur in der Vergangenheit eine Rolle der Hilfe und der Unterstützung für die Kirche gespielt, sondern sei „auch für die Gegenwart und die Zukunft des Gottesvolkes ein kostbares und unerlässliches Geschenk“, weil es zutiefst zu dessen Leben, Heiligkeit und Sendung gehöre.